# Доктор лудости
„Доктор лудости” је хрватски филм први пут приказан 5. новембра 2003. године. Режирао га је Фадил Хаџић који је написао и сценарио.

## Радња
Доктор Емил Хофбауер стари је психијатар који верује да је данас свако луд док му се не докаже супротно. Током само два сата кроз чекаоницу његове ординације проћи ће много људи, пацијената који се мање или више успешно сналазе у данашњем друштву. Они су редом искомплексирани, уплашени, збуњени, љутити и несретни, а др. Хофбауер их углавном игнорише заокупљен властитим бригама.

## Улоге
| Глумац          | Улога                         |
| --------------- | ----------------------------- |
| Игор Мешин      | Новинар Хоркић млађи          |
| Перо Квргић     | Емил Хофбауер                 |
| Дамир Лончар    | Пословни човјек               |
| Елизабета Кукић | Свадљива госпођа              |
| Жарко Поточњак  | Игњац Доброхотић              |
| Милан Штрљић    | Репортер Хоркић старији       |
| Зоран Покупец   | Ото Пуба Збуњаковић           |
| Предраг Вушовић | Генерал (као Предраг Вусовић) |
| Олга Пакаловић  | Збуњаковићева кћи             |

Остале улоге  ▼
| Глумац            | Улога                     |
| ----------------- | ------------------------- |
| Дражен Кин        | Обавјештајац Игор Куленко |
| Борис Дворник     | Пролазник                 |
| Иван Ловричек     | Пролазник                 |
| Ивица Задро       | Насмијани човјек          |
| Јадранка Матковић | Радикалка                 |
| Младен Домас      | Ађутант                   |
| Инге Апелт        | Чистачица                 |